# پیونگتک
پیونگتک (به کره‌ای: 평택) این شهر در استان گیونگ‌گی در کشور کره جنوبی واقع شده‌است و جمعیت آن بالغ بر ۳۷۸٫۴۳۸ تن است.